# Pyrgacris
Pyrgacris är ett släkte av insekter. Pyrgacris ingår i familjen Pyrgacrididae.
Kladogram enligt Catalogue of Life:
| Pyrgacris | \| \| Pyrgacris descampsi \| \| \| \| \| \| Pyrgacris relictus \| \| \| \| |
|           | \| \| Pyrgacris descampsi \| \| \| \| \| \| Pyrgacris relictus \| \| \| \| |
|           | Parahilethera                                                              |
|           |                                                                            |
|           | Pyrgacris descampsi                                                        |
|           |                                                                            |
|           | Pyrgacris relictus                                                         |
|           |                                                                            |

|  | Pyrgacris descampsi |
|  |                     |
|  | Pyrgacris relictus  |
|  |                     |